# Iouri Malikov
Iouri Fiodorovitch Malikov (en russe : Юрий Фёдорович Маликов) est un musicien soviétique puis russe, né le 6 juillet 1943 à Rostov-sur-le-Don. Il est distingué artiste du peuple de la fédération de Russie en 2007.

## Biographie
Iouri Malikov joue tout d'abord dans un orchestre de musique de chambre tout en étudiant les techniques industrielles dans la banlieue de Moscou. En 1961, il entre dans la troupe Mosconcert et collabore à plusieurs ensembles musicaux de la capitale russe, notamment de jazz. Il poursuit ses études au Conservatoire Tchaïkovski de Moscou, dans la classe de violoncelle de 1965 à 1969. Avec des musiciens comme Igor Bril et Guerman Lukyanov, il est récompensé en devenant le lauréat du premier festival de jazz de Moscou. Il fait partie de la délégation soviétique à l'Exposition universelle de 1970 au Japon.
En 1971, il fonde Samotsvety (Самоцветы), l'ensemble musical qui joue aussi bien la musique des Beatles que la musique folklorique russe, les chansons à la gloire du Komsomol et de l'Union des républiques socialistes soviétiques. Leur musique est diffusée dans les émissions Bonjour du matin (С добрым утром!), Bonjour, camarade ! (Здравствуй, товарищ!) de la Radio Younost ainsi qu'à la Radio Mayak. En 1972, Samotsvety participe au festival international de schlager de Dresde. L'ensemble publia douze titres, et produisit quatre disques-géants (Mon adresse : l'Union soviétique, 1972 ; Chez nous jeune, 1974 ; La Voie vers le cœur, 1980 ; Le pronostic du temps, 1984). De 1996 jusqu'à 1998 les musiciens des Samotsvety enregistrent encore quelques albums, en reprenant de vieilles chansons.
Iouri Malikov est également lauréat du prix national musical l'Acclamation et reçoit des prix comme le Gramophone d'Or. Artiste émérite de la Russie, vice-président de l'Union internationale des Hommes de Scène, il lance en 2006 le groupe des Novye Samotsvety (Новые Самоцветы), dans lequel figure sa fille, la célèbre chanteuse et modèle féminin Inna Malikova.
Il est le père de l'artiste du peuple de la fédération de Russie, chanteur, compositeur et présentateur de télévision Dmitri Malikov (ru).